# أندري كيفا
أندري كيفا (بالروسية: Кива, Андрей Игоревич)‏ (بالأوكرانية: Ківа Андрій Ігорович)‏ هو لاعب كرة قدم أوكراني وروسي في مركز الوسط، ولد في 21 نوفمبر 1989 في سيفاستوبول في أوكرانيا. لعب مع FC Sevastopol ‏.

## وصلات خارجية
- أندري كيفا على موقع اتحاد أوكرانيا (الإنجليزية)
- أندري كيفا على موقع قاعدة بيانات كرة القدم.إي يو (الإنجليزية)
- أندري كيفا على موقع Soccerway.com (الإنجليزية)
- أندري كيفا على موقع عالم كرة القدم.نت (الإنجليزية)